# クリスチャン (ライオン)
クリスチャン（Christian the lion）とは、2人の人間との共同生活と再会で知られるライオンである。

## クリスチャン
1969年、ロンドンの百貨店ハロッズに客寄せのために開設されていた「動物売り場」で、ライオンの赤ちゃんがとても小さな檻に入れられて売られていた。これを見た2人のオーストラリア人青年は不憫に思い、買い取って自分たちがアルバイトしていたアンティーク家具屋で飼うことにした。
クリスチャンと名付けられた赤ちゃんライオンは、引き取られた1年後には80 キログラム以上に成長。このままロンドンで一緒に生活するのは無理だろうと判断した2人は、クリスチャンを「アフリカの自然」に帰す計画を立て始めた。
2人はケニアにいた野生保護活動家のジョージ・アダムソン(en:George Adamson)と、映画『野生のエルザ』で主演を務めたビル・トラヴァース、ヴァージニア・マッケンナ夫妻の助けを借りた。クリスチャンを自然へ帰すリハビリが行われ、やがてそのあくまで人の管理下にある土地に放された。ちなみに、その土地内には他の野生からはみ出てしまったライオンも複数いる環境であった。
1年後、2人はクリスチャンに会いに再びケニアを訪れる。この際、野生に戻ったクリスチャンが2人の事を覚えている可能性は極めて少ないと忠告され、本人たちも当然そうあるべきだと考えていた（しかし事実は、ジョージは、クリスチャンは2人のことを完全に覚えているはずであると2人に告げている。この時までジョージの管理下のエリアにいたクリスチャンは完全に野生の世界に戻ったわけではなかった）
しかし、ジョージに名前を呼ばれ現れたクリスチャンは、再会した2人のことをはっきりと覚えており、駆け寄ってまるでネコのようにじゃれあう感動の再会を果たした。
さらに翌年1972年にも2人はクリスチャンと再会を果たす。この時クリスチャンは体格も更に大きくなっており、精神的にも、もう大人のライオンに成長していたため、きちんと挨拶はしてくれたが前年のように無邪気に飛びつくことはなかったという。
さらに翌年の1973年にもジョンだけ単独でケニアを訪れたのだがクリスチャンには会えなかった。野生のライオンとの争いの影響もあってクリスチャンは生活エリアを移動せざるを得なかったためだと言われ、73年あたりを最後にクリスチャンの姿を見た者はいない。クリスチャンが事実上野生の世界に戻ったのはこの時期以降であるといえる。

## 関連書籍
- 『ライオン街を行く』アンソニー・バーク＆ジョン・レンダル著、藤原英司訳、平凡社、1974
  - 「ライオン街をいく」 アンソニー・バーク(Anthony Bourke)＆ジョン・レンダル(John Rendall) - 『世界動物文学全集06』収録、藤原英司訳、講談社、1979
  - 『ライオンのクリスチャン: 都会育ちのライオンとアフリカで再会するまで』アンソニー・バーク (著), ジョン・レンダル (著), 西竹徹 (翻訳)　早川書房　 2009
- ジョージ・アダムソン『追憶のエルザ―ライオンと妻とわが生涯』（光文社、1988年）